# گی لاکومب
گی لاکومب (فرانسوی: Guy Lacombe‎؛ زادهٔ ۱۲ ژوئن ۱۹۵۵) بازیکن سابق فوتبال اهل فرانسه است.
از باشگاه‌هایی که در آن بازی کرده‌است می‌توان به باشگاه فوتبال نانت، باشگاه فوتبال لیل، باشگاه فوتبال کن، باشگاه فوتبال لن، باشگاه فوتبال تولوز و باشگاه فوتبال رن اشاره کرد.